# رباعي ميثيل القصدير
رباعي ميثيل القصدير هو مركب عضوي لفلز القصدير صيغته C4H12Sn، والتي يمكن كتابتها على الشكل Sn(CH3)4؛ ويوجد على شكل سائل عديم اللون.

## التحضير
يحضر المركب من تفاعل كاشف غرينيار ميثيل يوديد المغنسيوم مع رباعي كلوريد القصدير: 
{\displaystyle \mathrm {4\ IMgCH_{3}\ +\ SnCl_{4}\ \rightarrow \ Sn(CH_{3})_{4}\ +\ 4\ MgICl} }
يمكن التحضير أيضاً باستخدام مركب ألومنيوم عضوي من أجل مثيلة القصدير:
{\displaystyle \mathrm {4\ Al(CH_{3})_{3}\ +\ 3\ SnCl_{4}\ \rightarrow \ 3\ Sn(CH_{3})_{4}\ +\ 4\ AlCl_{3}} }
من جهة أخرى يمكن التحضير وفق تفاعل فورتز بين كلورو الميثان ورباعي كلوريد القصدير بوجود الصوديوم:
{\displaystyle \mathrm {4\ ClCH_{3}\ +\ SnCl_{4}\ +\ 8\ Na\ \rightarrow \ Sn(CH_{3})_{4}\ +\ 8\ NaCl} }

## الخواص
يوجد المركب في الشروط القياسية على شكل سائل عديم اللون، وهو غير قابل للامتزاج مع الماء.

## الاستخدامات
يستخدم رباعي ميثيل القصدير في الاصطناع العضوي في تفاعلات الازدواج مع كلوريد الأسيل والمحفزة بالبالاديوم للحصول على مركبات ميثيل الكيتون:
{\displaystyle \mathrm {Sn(CH_{3})_{4}\ +\ RC(O)Cl\ \rightarrow \ RC(O)CH_{3}\ +\ ClSn(CH_{3})_{3}} }